# Hjalte Stålhammar
Carl Hjalte Fredrik Stålhammar (Charles Steelhammer), född 23 oktober 1835 i Karlshamn, död 25 februari 1912 i Spjutsbygd, Rödeby socken, var en svensk officer, major  och hemmansägare. Han deltog bland annat i det amerikanska inbördeskriget på Nordstaternas sida.

## Biografi

### Uppväxt
Hjalte Stålhammar tillhörde den gamla småländska adliga ätten Stålhammar. Efter att ha genomgått Flishults lantbruksskola i Småland 1854 var han förvaltare hos Carl Johan Kuylenstierna på Susegården i Halland. Fyra år senare, 1858, avlade han studentexamen i Lund.
Han hade alltid önskat att få bli soldat, så när kriget mellan Österrike och Italien, det andra italienska frihetskriget, utbröt 1859 kunde han inte motstå sin längtan att få gå i sina fäders fotspår. Men när han äntligen erhållit pengar till resan och hunnit fram till Wien slöts freden. Han lyckades dock komma till Hamburg och medföljde ett segelfartyg till Göteborg, där han tog värvning som jungman på ett kofferdifartyg med destination New York.

### Nordamerika
Under sin vistelse i Nordamerika antog han namnet Charles Steelhammer. När det amerikanska inbördeskriget bröt ut i april 1861 var han bland de första som anmälde sig under Nordstaternas fana för att kämpa för slavarnas frigörelse. 1862–1864 var han sjukvårdsunderofficer. Efter avlagd officersexamen i Washington 1864 blev han först utnämnd till underlöjtnant och sedan till löjtnant i den reguljära armén. Tre gånger under inbördeskriget blev han tillfångatagen av Sydstaternas armé, men lyckades varje gång överlista sina fångvaktare och återvända till Nordstaternas armé.
| ”                                                       | Icke särdeles stark af naturen, något närsynt samt af en modest, stilla disposition, tycktes han föga egnad för militäryrket; men inom honom fanns den gamla Stålhammarättens energi, kraft och rådighet, att icke tala om en oförskräckthet, som han fick tillfälle att ådagalägga under omständigheter, vida mera pröfvande än soldatens vanliga ställning på slagfältet. Midt i ansigtet på en stor rebellstyrka förstod han att bevaka unionsregeringens intresse i Fredrick, Md, på ett sätt, som uppväckte krigssekreteraren Stantons beundran. Han förklarade mer än en gång, att "Steelhammer was one of the bravest men he ever heard of". | „ |
| – Utdrag ur artikel i Jamestown-tidningen Folkets Röst. | |   |

Efter inbördeskriget fick han i uppdrag att medverka till ursprungsfolkens pacificerande. Han befordrades till kapten 1866 och tjänstgjorde 1866–1884 som kommendant på olika fästningar i Texas, New Mexico och Montana, bland dem Fort Craig. Även här utmärkte han sig för krigisk tapperhet och sin förmåga att förhandla med ursprungsfolken på ett skickligt och hederligt sätt och på så sätt vinna deras respekt och beundran.

### Tillbaka till Sverige
På grund av sviktande hälsa erhöll Stålhammar 1884 på egen begäran avsked ur aktiv tjänst och flyttade tillbaka till Sverige. Efter hemkomsten var han hemmansägare i Spjutsbygd fram till sin död 1912 och ligger begravd på Rödeby kyrkogård.
Han var en försynt människa som aldrig gjorde väsen av sig själv, utan tvärtom skydde att uppmärksammas. Men om han såg något orätt blev han eld och lågor och sjöng ut sin mening utan förbehåll. Hans anspråkslöshet var så stor att även hans närmaste vänner med svårighet kunde förmå honom att berätta något om sina krigsupplevelser.
Tjugo år efter han han tagit avsked, 1904, blev han av den amerikanska kongressen utnämnd till major med fullmakt och lön för sitt deltagande i inbördeskriget.

## Utmärkelser
Stålhammar mottog ett antal utmärkelser för sina insatser i den amerikanska armén. För tapperhet i fält under inbördeskriget erhöll han Civil War- och Potomacmedaljerna. För sina tjänster efter inbördeskriget erhöll han Indian Wars-medaljen. Som yttre prål och dekoration ägde dock utmärkelserna inget värde för Stålhammar. Han såg dem endast som ett erkännande av att han uppfyllt sin plikt med heder.
- United States Civil War Campaign Medal
- Society Of The Army Of The Potomac Medal

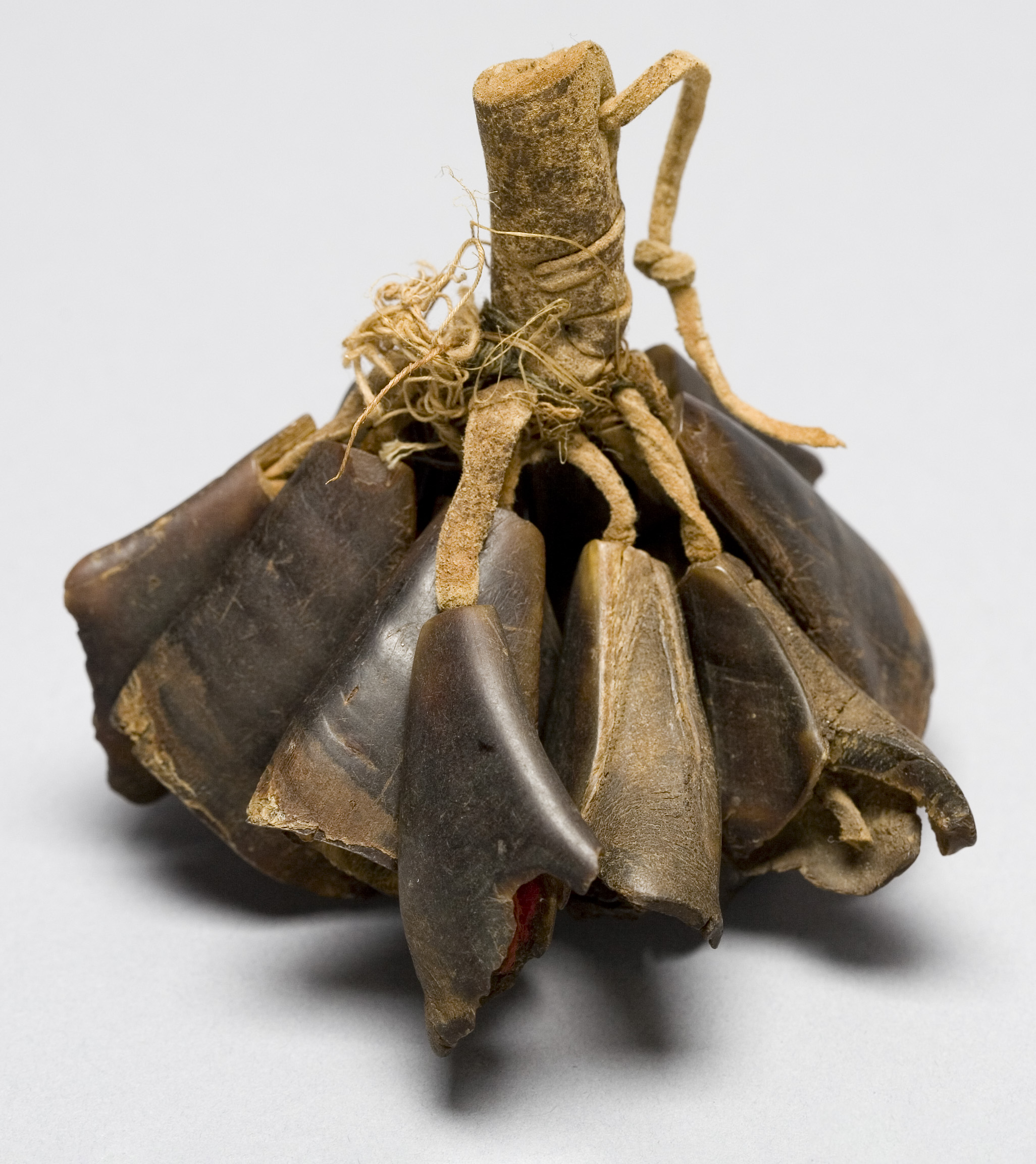
Skallra för medicinman från apacherna i New Mexico.

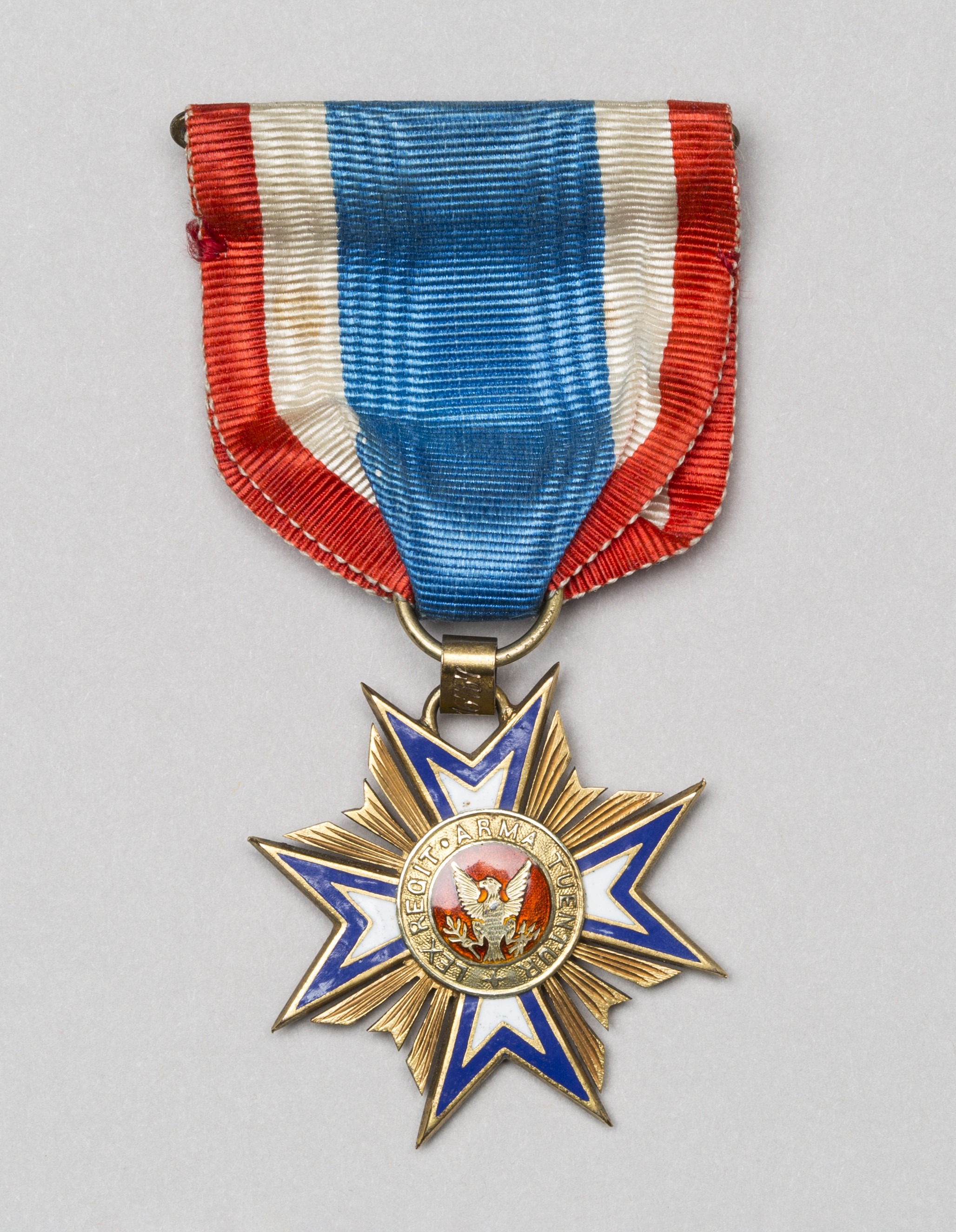
Stålhammars medlemsmedalj i militärorden the Military Order of the Loyal Legion of the United States.

- United States Indian Wars Medal

## Etnografika
I samlingarna på Etnografiska museet i Stockholm finns ett 20-tal föremål från apacherna i New Mexico, bland annat en skallra för medicinman, en trumma för andedans och en mask med huvudprydnad, insamlade under 1880-talet av Stålhammar, förvärvade 1948 från sonen Harry Stålhammar. Museet har även en medalj tilldelad Stålhammar av de amerikanska militära myndigheterna, samt ett signerat porträtt föreställande Sitting Bull som Stålhammar själv mottog av sioux-hövdingen och som sägs vara taget 1881 på hjulångaren General Sherman, bägge en gåva av Gunilla Wachtmeister, vars farfar var Stålhammar.

## Familj
Carl Hjalte Fredrik Stålhammar var son till kaptenlöjtnant Lorentz Henrik Stålhammar (1789–1866) och Christina Charlotta Stenström (1791–1856). Han hade 10 syskon - 6 bröder och 4 systrar. Han gifte sig 1873 med Adéle Beata Fredrika Adelaide Freidenfeldt (1837–1889) och de fick två barn - Maud (1876–1927) och Harry (1878–1953). Efter hustruns död 1889 gifte han 1891 om sig med Ingrid Carlsdotter Hult (1867–1929) och de fick dottern Elisabeth (1892–1905).